# Tomellosa
Tomellosa este un cartier din Brihuega (Guadalajara, Spania), situat în valea râului Tajuña. Este un loc de producție de miere de Alcarria datorită domeniilor de cimbru care înconjoară orașul și care-i dă numele său. Cele mai importante clădiri sunt primăria și biserica parohială.
Acesta aparține de municipiul Brihuega, lângă Archilla, Balconete, Castilmimbre, Civic, Surse de la Alcarria, Hontanares, Malacuera, Olmeda End, Pajares, Romancos, Valdesaz, Villaviciosa de Tajuña , și Yela.

## Istorie
Prima referință scrisă care menționează orașul datează de la 15 februarie 18 d.Hr. . Este posibil ca, în urma preluării orașului Guadalajara de către Alvar Fáñez, orașul a devenit parte a politicii comune al acestui oraș.